# Капралов Андрій Миколайович
Капралов Андрій Миколайович (7 жовтня 1980) — російський плавець.
Учасник Олімпійських Ігор 2000, 2004, 2008 років.
Призер Чемпіонату світу з водних видів спорту 2000, 2002 років.
Чемпіон Європи з водних видів спорту 2000, 2006 років, призер 1999, 2004 років.
Переможець літньої Універсіади 2003 року.